# Fizi
Fizi is een territorium in het zuiden van de Congolese provincie Zuid-Kivu. Het gebied ligt langs het Tanganyikameer en staat al jaren niet onder controle van het centrale bewind in Congo. Fizi is het gebied waar sinds 1967 Laurent-Désiré Kabila verbleef (in de nabijheid van Hewa Bora). In dit gebied is ook president Joseph Kabila geboren.

## Gemeenschappen
- N'Gangya
- Lulenge
- M'tambala
- Itombwe

## Stad
- Baraka is de enige stad op het grondgebied van Fizi, samengesteld uit drie gemeenten (Baraka, Katanga en Kalundja).

## Taal
De inheemse taal van dit gebied is de Kibembe of Ebembé, de taal die wordt gesproken door Bemba. Daarnaast wordt het Swahili gebruikt.